# Auguste Haase
Auguste Haase, geb. Auguste Kaminski (* 26. August 1899 in Schwiddern, Landkreis Johannisburg, Ostpreußen; † 12. Januar 1945 in Berlin-Plötzensee) war eine deutsche Widerstandskämpferin gegen den Nationalsozialismus.

## Leben
Auguste Kaminski war das älteste von vier Kindern einer Arbeiterfamilie in der ländlich geprägten Provinz Ostpreußen. Nach dem Abschluss der Volksschule wurde sie zunächst Hausangestellte. 1914 geriet sie zusammen mit ihrer Mutter vier Jahre lang in russische Kriegsgefangenschaft. In dieser Zeit heiratete sie Karl Haase, mit dem sie vier Kinder bekam. 1929 wurde die Ehe geschieden, Auguste Haase lebte da bereits seit drei Jahren in Berlin. 1934 zog sie nach Zepernick, wo sie sich in der bereits illegalen örtlichen KPD-Gruppe engagierte. 1935 wurde sie deswegen zusammen mit anderen aus dieser Widerstandsgruppe vom Berliner Kammergericht angeklagt wegen „Vorbereitung zum Hochverrat“ und zu 21 Monaten Gefängnis verurteilt. Nach ihrer Haftentlassung fand sie Beschäftigung bei der Firma Bergmann, bei der sie später wegen ihrer Russischkenntnisse als Leiterin des betrieblichen Zwangsarbeiterlagers eingesetzt wurde. 
Anfang 1944 fand Auguste Haase Kontakt zur Saefkow-Jacob-Bästlein-Organisation über Elli Voigt und Gertrud Temlitz in Schönow und Gustav Wegener in Berlin. Haase stellte ihre Wohnung für illegale Zusammenkünfte zur Verfügung, vermittelte Kontakte und gab illegale Flugblätter weiter.  Gemeinsam unterstützten sie sowjetische und französische Zwangsarbeiter und organisierten Solidaritätsaktionen. 
Am 3. August 1944 wurde Auguste Haase von einem Sonderkommando der Gestapo verhaftet. Sie wurde in das Untersuchungsgefängnis nach Potsdam gebracht und dort vom Volksgerichtshof am 7. Dezember 1944 zur Höchststrafe verurteilt. Nach der Verurteilung wurde sie bis zur Vollstreckung des Urteils nach Berlin in das Frauengefängnis Barnimstraße gebracht. Am 12. Januar 1945 wurde sie durch den Scharfrichter Wilhelm Röttger in der JVA Berlin-Plötzensee hingerichtet.

## Ehrung

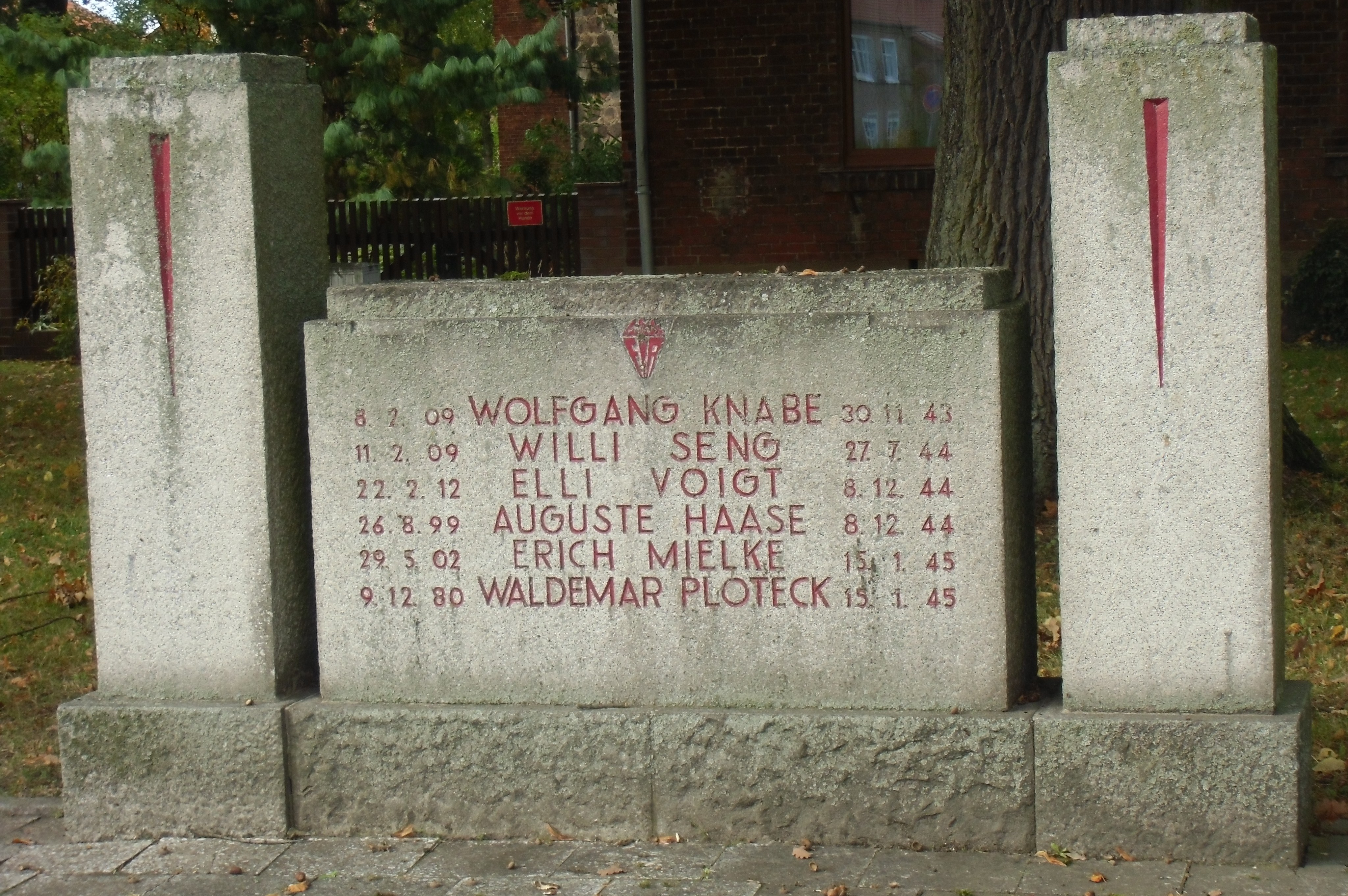
Gedenkstein für ermordete Gegner des NS-Regimes in Schönow

- In Schönow erinnert ein Gedenkstein für ermordete Gegner des NS-Regimes auch an Auguste Haase.
- Am 8. Februar 2023 wurde in Schönow eine Straße nach Auguste Haase benannt.[2]